# Yael Bar Zohar

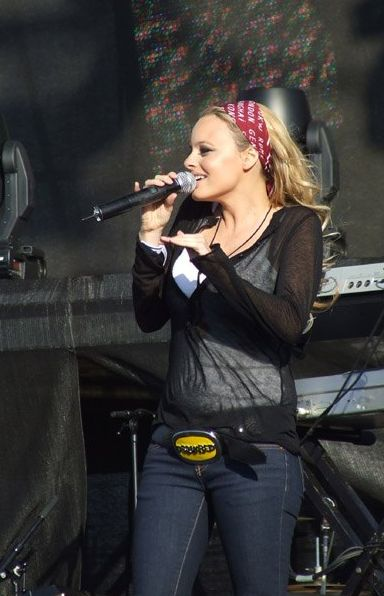
Yael Bar-Zohar

Yael Bar Zohar (en hebreo יעל בר זוהר, Tel Aviv, 29 de enero de 1980) es una modelo, actriz y presentadora de televisión israelí.

## Biografía
Comenzó su carrera de modelo a los quince años, apareciendo en un catálogo de bañadores y en un anuncio. Su salto a la fama se produjo cuando fue escogida para interpretar a Sharon Linovich, uno de los papeles principales de la popular serie Ramat Aviv Gimmel. Escogió entonces la profesión de modelo, siendo la principal chica de portada de varias firmas israelíes, entre ellas la compañía de ropa interior Pilpel. De esta forma se convirtió en un verdadero símbolo sexual en Israel, donde incluso algunos artistas han escrito canciones alabando su gran busto, que se ha convertido en su principal atractivo.
Hizo su estreno teatral actuando en el musical israelí "Mary-Lou", basado en las canciones del cantante israelí Svika Pik. En el año 2005 interpretó a Bella en el estreno de la versión israelí del musical La bella y la bestia.
Jueces en 2004. Ella presentó la ceremonia de Miss Israel
En septiembre de 2005 Bar Zohar contrajo matrimonio con el actor israelí Guy Zu-Aretz. Su primer hijo nació el 25 de octubre de 2007. Actualmente la familia reside en Tel Aviv.